# Yukarıyakabaşı
Yukarıyakabaşı ist ein Dorf (Köy) im Landkreis Pertek der türkischen Provinz Tunceli. Im Jahr 2011 lebten in Yukarıyakabaşı 64 Menschen.